# Piast
Ez a lap a legendabeli dinasztiaalapítóról szól. A dinasztiát ld. itt: Piast-dinasztia
Piast (más néven Piast  Kołodziej, azaz kerékgyártó) legendabeli alak Lengyelország korai történetében (8. vagy 9. század), a mondák szerint a Piast-dinasztia alapítója.
A legenda szerint egyszer két messze idegenből érkezett vendég köszönt be hozzá váratlanul. Arra kérték, hadd maradjanak Piasttal és feleségével, hogy együtt ünnepeljék meg a fiuk, Siemowit hetedik születésnapját. Piast ott is marasztalta őket. Hálából a vendégek áldást hagytak hátra, és Piast pincéje ezután sohasem fogyott ki az ételből.
Ezt látva Piast honfitársai úgy döntöttek, legyen Piast Popiel herceg örököse. A mondák szerint Piast volt az ük-ükapja I. Mieszkónak, aki Lengyelország első dokumentált uralkodója, és az első lengyel király, I. (Vitéz) Boleszláv apja.
Popiel herceg legendája szerint a IX. században élt. Popiel gyűlölt uralkodó volt, és még rosszabb nőt vett feleségül. Egy nap elhatározta, hogy megszabadul a családjától és így elkerüli a későbbi rivalizálást. Feleségével nagy fogadást tartottak, melyen mérgezett bort szolgáltak fel. Minden rokonuk meghalt. Büntetésként Isten több ezer egeret küldött, melyek a házaspárt egy toronyba kergették. Az egerek azonban utolérték és felfalták őket. 